# JSCA賞
JSCA（ジャスカ）賞は、一般社団法人日本建築構造技術者協会（JSCA（ジャスカ）:JAPAN STRUCTURAL COSULTANS ASSOCIAITION）により構造家の活動において独自性をもちかつその波及効果が大きい作品または業績に貢献した人に対し贈られる賞。
構造技術者を表彰する国内の賞として最高峰に位置するもののひとつ。

## 概要
建築構造の設計・監理等の分野で、優れた成果を発揮した者を表彰することにより、その職能を顕在化させ、技術の発展と活動の活性化を図り、建築の質の向上に資することを目的としている。松井源吾賞やそれを継承した日本構造デザイン賞とともに、日本における建築構造分野の代表的な顕彰である。
JSCA賞には作品部門と業績部門が設けられている。作品部門には「作品賞」、「奨励賞」および「新人賞」がある。業績部門には業績賞がある。各賞と対象者は以下の通りである。
作品部門
「作品賞」：極めて優れた作品を実現した構造設計者
「奨励賞」：特に優れた作品を実現した構造設計者、もしくは独創的な構造アイデアの適用、地域性を活かした提案、生産性への配慮などの特定のテーマにおいて卓越した技量が認められる作品を実現した構造設計者
「新人賞」：優れた作品を実現し、一層の活躍が期待される若手構造設計者（応募締切日で４０才未満の者）
業績部門
「業績賞」：構造に関連した分野で、構造設計者あるいは技術者の職能向上や社会的活動の活性化に貢献した者、卓越した構造材料、構造システム、構造ディテール等を開発し、その普及に寄与した者、既往技術の一連の応用により、独自な建築構造を創出、あるいはその技術の普及に貢献した者

## 歴代受賞作品・受賞者
出典
| 受賞回         | 賞     | 受賞者（所属）                                                                | 受賞作品                                                                   | 建築設計                                                                   |
| -------------- | ------ | ----------------------------------------------------------------------------- | -------------------------------------------------------------------------- | -------------------------------------------------------------------------- |
| 第36回(2025年) | 作品賞 | 長屋圭一(大林組）                                                             | エスコンフィールドHOKKAIDO                                                 | 大林組 （設計協力 HKS, Inc.）                                              |
| 第36回(2025年) | 奨励賞 | 刀田健史(日建設計）                                                           | 天草市庁舎                                                                 | 日建設計                                                                   |
| 第36回(2025年) | 奨励賞 | 堀田祐介(三菱地所設計)                                                        | 田町タワー                                                                 | 三菱地所設計                                                               |
| 第36回(2025年) | 奨励賞 | 大澤元嗣(梓設計)                                                              | アシックス里山スタジアム                                                   | 梓設計                                                                     |
| 第36回(2025年) | 新人賞 | 金子侑樹(竹中工務店)                                                          | Toyota Technical Center Shimoyama 環境学習センター                         | 竹中工務店                                                                 |
| 第35回(2024年) | 作品賞 | 九嶋壮一郎(竹中工務店)                                                        | 大阪梅田ツインタワーズ・サウス                                             | 竹中工務店                                                                 |
| 第35回(2024年) | 奨励賞 | 百野泰樹(大林組)                                                              | Port Plus 大林組横浜研修所                                                 | 大林組                                                                     |
| 第35回(2024年) | 奨励賞 | 渡邊朋宏(佐藤総合計画)                                                        | オーテピア／高知新図書館等複合施設                                         | 佐藤総合計画                                                               |
| 第34回(2023年) | 奨励賞 | 福田光俊(久米設計)                                                            | 嘉麻市庁舎                                                                 | 久米設計                                                                   |
| 第34回(2023年) | 奨励賞 | 宇田川貴章(日建設計)                                                          | 天草市複合施設「ここらす」                                                 | 日建設計                                                                   |
| 第33回(2022年) | 作品賞 | 河合正理(久米設計)                                                            | 四日市市総合体育館                                                         | 久米設計                                                                   |
| 第33回(2022年) | 新人賞 | 岡山俊介(金箱構造設計事務所)                                                  | 福田美術館                                                                 | 安田アトリエ                                                               |
| 第33回(2022年) | 新人賞 | 堀駿(日本設計)                                                                | 熊本城特別見学通路                                                         | 日本設計                                                                   |
| 第33回(2022年) | 業績賞 | 水谷太朗+河本慎一郎+村瀬正樹+菅野貴孔+大和伸行(大成建設)                      | 限られた工期で実現させた国立競技場の構造設計による施工性向上に対する貢献   | 大成建設・梓設計・隈研吾建築都市設計事務所共同企業体                       |
| 第32回(2021年) | 作品賞 | 永山憲二（三菱地所設計）                                                      | 追手門学院大学 ACADEMIC-ARK                                                | 三菱地所設計                                                               |
| 第32回(2021年) | 新人賞 | 荒木美香（佐藤淳構造設計事務所）                                              | 丘の礼拝堂                                                                 | 百枝優建築設計事務所                                                       |
| 第31回(2020年) | 作品賞 | 新谷耕平（日建設計）                                                          | 日本リーテック 総合研修センター                                            | 日建設計                                                                   |
| 第31回(2020年) | 作品賞 | 中村伸（日本設計）                                                            | NIPPO本社ビル                                                              | 日本設計                                                                   |
| 第31回(2020年) | 新人賞 | 江村哲哉（ARUP）                                                              | ショウナイホテル スイデンテラス ／ キッズドーム ソライ                     | 坂茂                                                                       |
| 第31回(2020年) | 業績賞 | 加藤重信（建築構造センター）                                                  | 東日本大震災後の構造技術者としての支援・教宣活動                           | 東日本大震災後の構造技術者としての支援・教宣活動                           |
| 第30回(2019年) | 作品賞 | 伊藤潤一郎（ARUP）                                                            | 京都外国語大学 新4号館                                                     | CAt                                                                        |
| 第30回(2019年) | 奨励賞 | 石田大三（日建設計）                                                          | 阿南市庁舎                                                                 | 日建設計                                                                   |
| 第30回(2019年) | 奨励賞 | 原健一郎（石本建築事務所）                                                    | 胎内市総合体育館                                                           | 石本建築事務所                                                             |
| 第30回(2019年) | 新人賞 | 山田達也（竹中工務店）                                                        | ヴォーリズ記念アリーナ                                                     | 一粒社ヴォーリズ建築事務所                                                 |
| 第29回(2018年) | 作品賞 | 山田祥平（日建設計）                                                          | 大塚グループ大阪本社 大阪ビル                                              | 日建設計                                                                   |
| 第29回(2018年) | 奨励賞 | 下西智也（日建設計）                                                          | 豊中市立文化芸術センター                                                   | 日建設計                                                                   |
| 第29回(2018年) | 新人賞 | 小林直樹（松田平田設計）                                                      | 埼玉工業大学ものづくり研究センター                                         | 松田平田設計                                                               |
| 第29回(2018年) | 業績賞 | 鈴木裕美（大成建設）                                                          | 耐震改修技術の創出と普及                                                   | 耐震改修技術の創出と普及                                                   |
| 第28回(2017年) | 作品賞 | 奥出久人（竹中工務店）                                                        | 市立吹田サッカースタジアム                                                 | 竹中工務店                                                                 |
| 第28回(2017年) | 奨励賞 | 浜田勇気（竹中工務店）                                                        | 日本橋ダイヤビルディング                                                   | 三菱地所設計 + 竹中工務店                                                  |
| 第28回(2017年) | 新人賞 | 川口恵（大成建設）                                                            | G.Itoya                                                                    | 大成建設                                                                   |
| 第28回(2017年) | 新人賞 | 斎藤慶太（RIA）                                                               | TOYAMAキラリ                                                               | RIA + 隈研吾 + 三四五設計共同体                                            |
| 第28回(2017年) | 業績賞 | 瀧正哉 + 黒川泰嗣（鹿島建設）                                                 | 新宿三井ビルディングの制震改修                                             | 鹿島建設                                                                   |
| 第28回(2017年) | 業績賞 | 宮里直也（日本大学）                                                          | 国内外のAND巡回展による構造設計（者）の顕在化と活性化への貢献              | 国内外のAND巡回展による構造設計（者）の顕在化と活性化への貢献              |
| 第27回(2016年) | 作品賞 | 村上博昭（日建設計）                                                          | 立教大学ロイドホール「18号館」                                             | 日建設計                                                                   |
| 第27回(2016年) | 奨励賞 | 徳渕正毅（ARUP）                                                              | 江の島 湘南港ヨットハウス                                                  | ヘルム＋オンデザインパートナーズ                                           |
| 第27回(2016年) | 新人賞 | 増田寛之（竹中工務店）                                                        | 竹中大工道具館新館                                                         | 竹中工務店                                                                 |
| 第27回(2016年) | 新人賞 | 木下洋介（木下洋介構造設計室）                                                | オガールベース                                                             | らいおん建築事務所 + 木村設計A・T                                          |
| 第27回(2016年) | 業績賞 | 近藤一雄 + 角彰 + 多賀謙蔵 + 田代靖彦 + 長瀬正 + 太田寛 + 西村勝尚 + 前野敏元 | 大阪府域内陸直下型地震に対する建築設計用地震動及び設計法に関する研究会活動 | 大阪府域内陸直下型地震に対する建築設計用地震動及び設計法に関する研究会活動 |
| 第26回(2015年) | 作品賞 | 谷川充丈（ARUP）                                                              | ROKI Global Innovation Center                                              | 小堀哲夫                                                                   |
| 第26回(2015年) | 作品賞 | 平川恭章（竹中工務店）                                                        | あべのハルカス                                                             | 竹中工務店                                                                 |
| 第26回(2015年) | 奨励賞 | 嘉村武浩（日建設計）                                                          | グランフロント大阪におけるうめきたシップと連絡デッキ                       | 日建設計 + 大林組                                                          |
| 第26回(2015年) | 奨励賞 | 吉江慶祐（日建設計）                                                          | 東京駅八重洲口開発グランルーフ                                             | 日建設計 + ジェイアール東日本建築設計事務所                                |
| 第26回(2015年) | 新人賞 | 福島孝志（日建設計）                                                          | 羽田クロノゲート/地域貢献エリア『和の里』施設群                            | 日建設計                                                                   |
| 第26回(2015年) | 業績賞 | 木原碩美 + 山野祐司 + 國津博昭 + 樫本信隆（日建設計）                         | 東京タワーの耐震レトロフィット                                             | 日建設計                                                                   |
| 第25回(2014年) | 作品賞 | 吉田聡（日建設計）                                                            | 中之島フェスティバルタワー                                                 | 日建設計                                                                   |
| 第25回(2014年) | 奨励賞 | 奥野親正（久米設計）                                                          | 山梨県立図書館「かいぶらり」                                               | 久米設計                                                                   |
| 第25回(2014年) | 新人賞 | 髙澤昌義（大成建設）                                                          | 実践女子学園 創立120周年記念体育館                                         | 大成建設                                                                   |
| 第25回(2014年) | 業績賞 | 小西厚夫 + 中西規夫 + 慶伊道夫（日建設計）                                    | 東京スカイツリーの技術的実現                                               | 日建設計                                                                   |
| 第25回(2014年) |        | 早部安弘 + 田川英樹 + 田口拓望                                                | 新しい電波塔の開発と展開                                                   | 新しい電波塔の開発と展開                                                   |
| 第24回(2013年) | 奨励賞 | 小西泰孝（小西泰孝構造設計）                                                  | 熊本駅西口駅前広場                                                         | 佐藤光彦                                                                   |
| 第24回(2013年) | 奨励賞 | 水谷太朗（大成建設）                                                          | ヨーロッパハウス                                                           | 大成建設                                                                   |
| 第23回(2012年) | 作品賞 | 原田公明（日建設計）                                                          | 立教大学新座キャンパス新教室棟                                             | 日建設計                                                                   |
| 第23回(2012年) | 新人賞 | 田尾玄秀（オーク構造設計）                                                    | 金沢海みらい図書館                                                         | シーラカンスK&H                                                            |
| 第22回(2011年) | 作品賞 | 山田憲明（増田建築構造事務所）                                                | 国際教養大学図書館棟                                                       | 仙田満                                                                     |
| 第22回(2011年) | 作品賞 | 有山伸之（大成建設）                                                          | みなとみらいセンタービル                                                   | 大成建設                                                                   |
| 第22回(2011年) | 新人賞 | 森部康司（昭和女子大学）                                                      | JFEケミカル・ケミカル研究所                                                | 木下昌大                                                                   |
| 第22回(2011年) | 作品賞 | 満田衛資（満田衛資構造計画研究所）                                            | 中川政七商店新社屋                                                         | 吉村靖孝                                                                   |
| 第21回(2010年) | 作品賞 | 渡邊秀幸（竹中工務店）                                                        | 2009高雄ワールドゲームズメインスタジアム                                   | 伊東豊雄 + 竹中工務店                                                      |
| 第21回(2010年) | 業績賞 | 徐光（JSD）                                                                   | プレストレストコンクリート（ＰＣ）構造の普及活動と技術の展開               | プレストレストコンクリート（ＰＣ）構造の普及活動と技術の展開               |
| 第21回(2010年) | 新人賞 | 山我信秀（NTTファシリティーズ）                                               | 朝日放送新本社屋                                                           | 隈研吾 + NTTファシリティーズ                                               |
| 第20回(2009年) | 作品賞 | 篠崎洋三（大成建設）                                                          | 代々木ゼミナール本部校代ゼミタワー（OBELISK）                              | 大成建設                                                                   |
| 第20回(2009年) | 作品賞 | 稲山正弘（東京大学）                                                          | 東京大学弥生講堂アネックス                                                 | 河野泰治                                                                   |
| 第20回(2009年) | 作品賞 | 山脇克彦（日建設計）                                                          | モード学園スパイラルタワーズ                                               | 日建設計                                                                   |
| 第20回(2009年) | 新人賞 | 伊藤央（久米設計）                                                            | トンボ鉛筆本社ビル                                                         | 久米設計                                                                   |
| 第19回(2008年) | 作品賞 | 城所竜太（ARUP）                                                              | ニコラス・G・ハイエックセンター                                            | 坂茂                                                                       |
| 第19回(2008年) | 新人賞 | 伊藤利明（竹中工務店）                                                        | イグレック                                                                 | 山口真一郎 + 竹中工務店                                                    |
| 第19回(2008年) | 新人賞 | 奥野親正（久米設計）                                                          | 大分県運転免許センター                                                     | 久米設計                                                                   |
| 第19回(2008年) | 新人賞 | 寺田隆一（日建設計）                                                          | 武蔵野市防災・安全センター                                                 | 日建設計                                                                   |
| 第18回(2007年) | 作品賞 | 徳田幸弘（日建設計）                                                          | 大阪弁護士会館                                                             | 日建設計                                                                   |
| 第18回(2007年) | 作品賞 | 早部安弘（大成建設）                                                          | MIKIMOTO Ginza2                                                            | 伊東豊雄 + 大成建設                                                        |
| 第18回(2007年) | 業績賞 | 樫原健一（SERB）                                                              | 限界耐力計算を用いた木造建物の新しい耐震設計法 －その開発と普及活動        | 限界耐力計算を用いた木造建物の新しい耐震設計法 －その開発と普及活動        |
| 第18回(2007年) | 新人賞 | 白髪誠一（北條建築構造研究所）                                                | 神戸新生バプテスト教会 鉄の教会                                            | 木村博昭                                                                   |
| 第17回(2006年) | 作品賞 | 桝田洋子（桃李舎）                                                            | 西有田町タウンセンター（現有田町庁舎）                                     | NKSアーキテクツ                                                            |
| 第17回(2006年) | 新人賞 | 加登美喜子（日建設計）                                                        | 京都大学医学部百周年記念施設 芝蘭会館                                      | 日建設計                                                                   |
| 第17回(2006年) | 新人賞 | 佐藤起司（日建設計）                                                          | 山梨学院シドニー記念水泳場                                                 | 日建設計                                                                   |
| 第16回(2005年) | 作品賞 | 梅沢良三                                                                      | 彩の国くまがやドーム                                                       | 石本建築事務所                                                             |
| 第16回(2005年) | 作品賞 | 岡田章 + 多田脩二                                                             | 中国木材名古屋事業所                                                       | 福島加津也 + 冨永祥子                                                      |
| 第16回(2005年) | 作品賞 | 常木康弘                                                                      | 汐留住友ビル                                                               | 日建設計                                                                   |
| 第16回(2005年) | 新人賞 | 山脇克彦                                                                      | 國學院大學120周年記念1号館                                                 | 日建設計                                                                   |
| 第15回(2004年) | 作品賞 | 慶伊道夫                                                                      | 泉ガーデンタワー                                                           | 日建設計                                                                   |
| 第15回(2004年) | 作品賞 | 中井政義                                                                      | プラダブティック青山店                                                     | ヘルツォーク&ド・ムーロン + 竹中工務店                                     |
| 第15回(2004年) | 業績賞 | 中田捷夫                                                                      | 新しい木質構造に関する一連の開発と普及                                     | 新しい木質構造に関する一連の開発と普及                                     |
| 第14回(2003年) | 作品賞 | 川口衞                                                                        | セラミックパークMINO                                                       | 磯崎新                                                                     |
| 第14回(2003年) | 業績賞 | 新谷眞人                                                                      | 桜上水K邸                                                                  | 伊東豊雄                                                                   |
| 第14回(2003年) | 業績賞 | 新谷眞人                                                                      | ブルージェ・パピリオン                                                     | 伊東豊雄                                                                   |
| 第14回(2003年) | 業績賞 | 新谷眞人                                                                      | フローニンゲンハウス                                                       | 伊東豊雄                                                                   |
| 第14回(2003年) | 業績賞 | 新谷眞人                                                                      | 白石市ハウジング・プロジェクト                                             | 渡辺真理 + 木下庸子                                                        |
| 第14回(2003年) | 業績賞 | 尾宮洋一                                                                      | 建築構造展の開発と巡回                                                     | 建築構造展の開発と巡回                                                     |
| 第14回(2003年) | 新人賞 | 仁藤喜徳                                                                      | 森美術館ミュージアムコーン                                                 | Richard Gluckman                                                           |
| 第13回(2002年) |        | 柴田育秀                                                                      | 豊田スタジアム                                                             | 黒川紀章                                                                   |
| 第13回(2002年) |        | 人見泰義                                                                      | 山口きらら博記念公園多目的ドーム                                           | 日本設計                                                                   |
| 第13回(2002年) |        | 岡村仁                                                                        | 倫理研究所富士高原研修所                                                   | 内藤廣                                                                     |
| 第12回(2001年) |        | 小堀徹 + 細澤治                                                               | さいたまスーパーアリーナ                                                   | 日建設計 + 大成建設                                                        |
| 第12回(2001年) |        | 新谷眞人                                                                      | 桜上水K邸                                                                  | 伊東豊雄                                                                   |
| 第12回(2001年) |        | 松尾雅夫                                                                      | 杭基礎の障害を防ぐ杭頭新接合法の開発と実用                                 | 杭基礎の障害を防ぐ杭頭新接合法の開発と実用                                 |
| 第11回(2000年) |        | 向野聡彦                                                                      | 静岡県庁東館                                                               | 日建設計                                                                   |
| 第11回(2000年) |        | 田中耕太郎                                                                    | 沢の鶴資料館                                                               | 黒田建築設計事務所                                                         |
| 第11回(2000年) |        | 山浦晋弘                                                                      | 那覇空港国内線旅客ターミナルビル                                           | 安井建築設計事務所                                                         |
| 第11回(2000年) |        | 竹内徹                                                                        | ザ・センター                                                               | 劉榮廣伍振民建築師事務所                                                   |
| 第10回(1999年) |        | 中村博                                                                        | 四日市ドーム                                                               | 久米設計                                                                   |
| 第10回(1999年) |        | 森高英夫                                                                      | プレストレストコンクリート有開口梁の実用化研究とその応用                   | プレストレストコンクリート有開口梁の実用化研究とその応用                   |
| 第10回(1999年) |        | 山辺豊彦                                                                      | つくば市立東小学校                                                         | 藤本昌也                                                                   |
| 第10回(1999年) |        | 斎藤利昭                                                                      | アミティエ新大阪                                                           | 清水建設                                                                   |
| 第9回(1998年)  |        | 富島誠司                                                                      | 静岡県新聞制作センター                                                     | 大成建設                                                                   |
| 第9回(1998年)  |        | 多賀謙蔵                                                                      | 大丸神戸店                                                                 | 日建設計                                                                   |
| 第9回(1998年)  |        | 金箱温春                                                                      | 福島潟自然生態園（遊水館と潟博物館）                                       | 青木淳                                                                     |
| 第8回(1997年)  |        | 近藤一雄                                                                      | 大阪プール                                                                 | 東畑建築事務所                                                             |
| 第8回(1997年)  |        | 長瀬正                                                                        | シーホークホテル＆リゾート                                                 | シーザー・ペリ + 竹中工務店                                                |
| 第7回(1996年)  |        | 許斐信三                                                                      | マリンメッセ福岡                                                           | 日本設計                                                                   |
| 第7回(1996年)  |        | 渡辺誠一                                                                      | 国営木曽三川公園三派川地区センター展望塔                                   | 伊藤建築設計事務所                                                         |
| 第7回(1996年)  |        | 新田貴太男                                                                    | HEART LINKS（総領町高齢者能力活用センター）                                | 北野俊二                                                                   |
| 第6回(1995年)  |        | 陶器浩一                                                                      | 愛媛県歴史文化博物館                                                       | 日建設計                                                                   |
| 第6回(1995年)  |        | 八木貞樹                                                                      | 桜宮リバーシティ・ウォータープラザ                                         | 大林組                                                                     |
| 第6回(1995年)  |        | 中田捷夫                                                                      | コーベコニシ本社・流通センター                                             | 山本良介                                                                   |
| 第6回(1995年)  |        | 梅沢良三                                                                      | すみだ生涯学習センター                                                     | 長谷川逸子                                                                 |
| 第5回(1994年)  |        | 山崎真司                                                                      | 横浜ランドマークタワー                                                     | 三菱地所                                                                   |
| 第5回(1994年)  |        | 丸岡義臣                                                                      | P&G本社／テクニカルセンター                                                | 竹中工務店                                                                 |
| 第5回(1994年)  |        | 作本好文                                                                      | 耐火鋼（FR鋼）の開発と無耐火被覆鉄骨造建物の実用化                         | 耐火鋼（FR鋼）の開発と無耐火被覆鉄骨造建物の実用化                         |
| 第4回(1993年)  |        | 松井英治                                                                      | 白竜ドーム                                                                 | 竹中工務店                                                                 |
| 第4回(1993年)  |        | 金田勝徳                                                                      | 酒田市国体記念体育館                                                       | 谷口吉生                                                                   |
| 第3回(1992年)  |        | 今川憲英                                                                      | 図研本社・中央研究所                                                       | 竹山聖                                                                     |
| 第3回(1992年)  |        | 北村春幸                                                                      | 千葉ポートタワー                                                           | 日建設計                                                                   |
| 第2回(1991年)  |        | 矢野克巳                                                                      | 当会の設立および発展につくした多大な貢献                                   | 当会の設立および発展につくした多大な貢献                                   |
| 第2回(1991年)  |        | 播繁                                                                          | あきたスカイドーム                                                         | 鹿島建設                                                                   |
| 第2回(1991年)  |        | 山田利行                                                                      | グリーンドーム前橋                                                         | 松田平田設計 + 清水建設                                                    |
| 第2回(1991年)  |        | 北條稔郎                                                                      | ロイヤルリゾートヴァンベール伊勢志摩                                       | 福島洋一                                                                   |
| 第1回(1990年)  |        | 渡辺邦夫                                                                      | 幕張メッセ                                                                 | 槇文彦                                                                     |
| 第1回(1990年)  |        | 坂本光雄                                                                      | 京橋成和ビル                                                               | アイ・アンド・アイ建築研究所                                               |
| 第1回(1990年)  |        | 一戸英雄                                                                      | サッポロビール千葉工場製品工場棟                                           | 大成建設                                                                   |